# Le Ponthou
Le Ponthou [lə pɔ̃tu] est une ancienne commune du département du Finistère, dans la région Bretagne, en France.

## Géographie

### Situation
Le Ponthou est situé dans le nord-est du Finistère, à 14 kilomètres à l'est de Morlaix.
| Plouigneau | Plouégat-Moysan | Plouégat-Moysan            |
| Plouigneau | du Ponthou      | Plouégat-Moysan            |

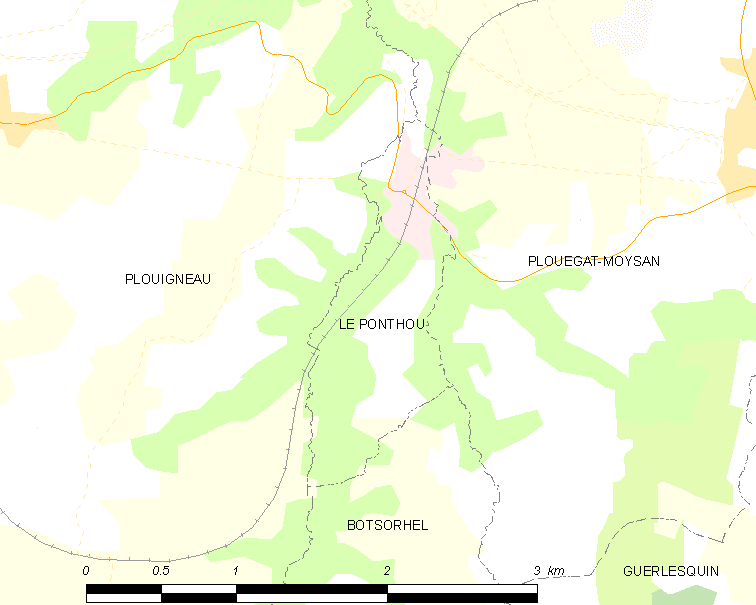
Carte de l'ancienne commune du Ponthou.

| Plouigneau | Botsorhel       | Botsorhel, Plouégat-Moysan |

### Description
Le Ponthou a une altitude moyenne de 117 mètres ; le point le plus haut de son finage est à 162 mètres et le plus bas à 72 mètres, là où le fleuve côtier Douron quitte le territoire de cette ancienne commune, à sa limite nord. Le bourg s'est développé sur la presqu'île de confluence, très escarpée (elle atteint par exemple 148 mètres à Coat ar Ponthou, alors que les cours d'eau qui l'entourent sont vers 82 mètres d'altitude), située entre le Douron et son affluent de rive droite le Squiriou.
La description du bourg du Ponthou par Louis Le Guennec, écrite au début du XXe siècle, reste pour l'essentiel valable de nos jours :

« Du cimetière, on domine toute la vieille petite bourgade, l'ancienne « ville noble » du Ponthou, les logos dégringolent pêle-mêle avec les vergers fleuris et les jardins aux murs enlierrés jusqu'à la rivière endiguée par le barrage de deux ou trois moulins féodaux. Le viaduc que franchit la ligne de Paris-Brest réunit la « Montagne du Prieuré » à la colline d'en face, couronnée par le vieux manoir à tourelle de Pennanech ». »

### Transports
Le Ponthou était situé sur l'axe routier Paris-Brest qui fut route royale avant de devenir la Route nationale 12. En raison de l'encaissement marqué du fond de la vallée du Douron au niveau du Ponthou, la route traditionnelle faisait des détours, donc des virages, pour atténuer la pente, de part et d'autre du bourg (actuel D 712). Ce sont les ingénieurs du duc d'Aiguillon qui, « obsédés par la ligne droite », en modifièrent le tracé dans la seconde moitié du XVIIIe siècle, créant de ce fait des pentes très fortes pour passer du plateau au fond de vallée (actuel D 237 via Luzivilly à l'ouest du Ponthou par exemple). L'actuelle voie express RN 12 contourne le bourg du Ponthou par le nord, passant dans la partie septentrionale du territoire communal, mais aucun échangeur ne dessert directement Le Ponthou, accessible côté Est par l'échangeur de Plouégat-Moysan et côté Ouest par celui de Plouigneau.

## Toponymie et gentilé
Le nom de la localité est attesté sous les formes Apondo en 1182, Le Pontou en 1294.
Le Ponthou vient du breton ar Pontoù (« les ponts »). En effet, Le Ponthou se situe à proximité d’un passage sur le fleuve côtier Douron et d'un autre sur son affluent le Squiriou.
Les habitants du Ponthou sont appelés les Ponthousiens et les Ponthousiennes.

## Histoire

### Antiquité
Le Ponthou se situe à proximité d’un gué permettant la traversée du fleuve côtier Douron (voie romaine de Corseul à Morlaix).

### Moyen Âge et Époque moderne
Vers 1214, Henri d'Avaugour, comte de Goëlo, fonde, au Ponthou, un prieuré dépendant de l’abbaye de Beauport sous le vocable de saint Barthélémy.
Le château du Ponthou, dont le site domine la confluence du Douron et du ruisseau du Squiriou, semble avoir été une ancienne commanderie des Templiers sous le nom d'Apondo. Il a appartenu successivement aux familles de Coëtfao, de Guermeur, et de Rostrenen. C'est par le mariage de Jeanne de Guermeur, fille d'Hervé du Guermeur, seigneur du Ponthou, avec Pierre VIII de Rostrenen, lequel prit part en 1420 à la ligue de Penthièvre et rejoignit en compagnie du comte de Richemont Charles VII à Angers en 1424, que le château passa aux mains de la famille de Rostrenen.
La seigneurie du Ponthou dont le fief, la juridiction et la châtellenie, avec droit de haute, moyenne et basse justice se situait en Trégor et dépendait de l'évêché de Tréguier. Elle s'étendait sur Lannéanou, Plougonven, Botsorhel, Plouigneau, Plouezoc'h, Plougasnou, Lanmeur et Plouégat-Guérand. Les seigneurs du Ponthou étaient fondateurs de l'église paroissiale et prieuré du Ponthou et fondateurs de l'église de Plouezoch. Ils avaient leurs patibulaires à 4 pots à Rosanqueris, au-dessus du bourg du Ponthou, qui était exempte de taille. Au XVIIIe siècle le fief du Ponthou appartenait à la Famille du Parc de Locmaria et de Guerrand.

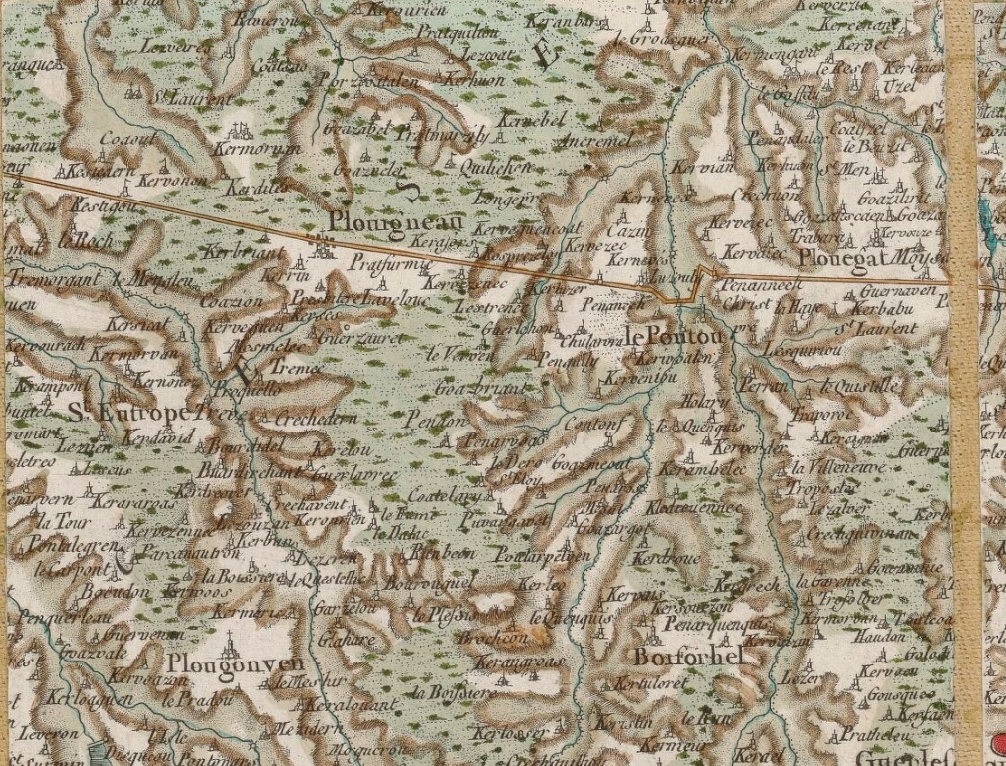
Carte de Cassini de Plouigneau et Le Ponthou (1783).

Jean-Baptiste Ogée décrit ainsi Le Ponthou en 1778 :

« Le Ponthou ; dans un fond, sur la route de Guingamp à Morlaix; à 8 lieues au sud-ouest de Tréguier, son évêché et à 3 lieues un quart de Morlaix, sa subdélégation et le lieu où ressortit sa haute justice, qui s'exerce à Plouégat-Guerrant. La haute justice de Kergariou Bothsorel s'exerce au Ponthou. Cette paroisse compte 300 communiants. La cure est à l'alternative. (...) Son territoire est plein de vallons et de montagnes ; il est fertile en grains et très exactement cultivé. Il y a dans le bourg une poste aux chevaux, et il s'y tient une foire par mois, outre trois autres par an. »

### Révolution française
Au printemps 1796, « dans  la région de Scrignac et vers Le Ponthou, des bandes se formèrent et se dirigèrent vers les Côtes-du-Nord, sous la conduite d'inconnus disposant de beaucoup de numéraire. Des cultivateurs furent dépouillés par ces bandes ; ils se laissaient piller sans nommer leurs voleurs de crainte d'être assassinés ».

### LeXIXesiècle

#### La première moitié duXIXesiècle

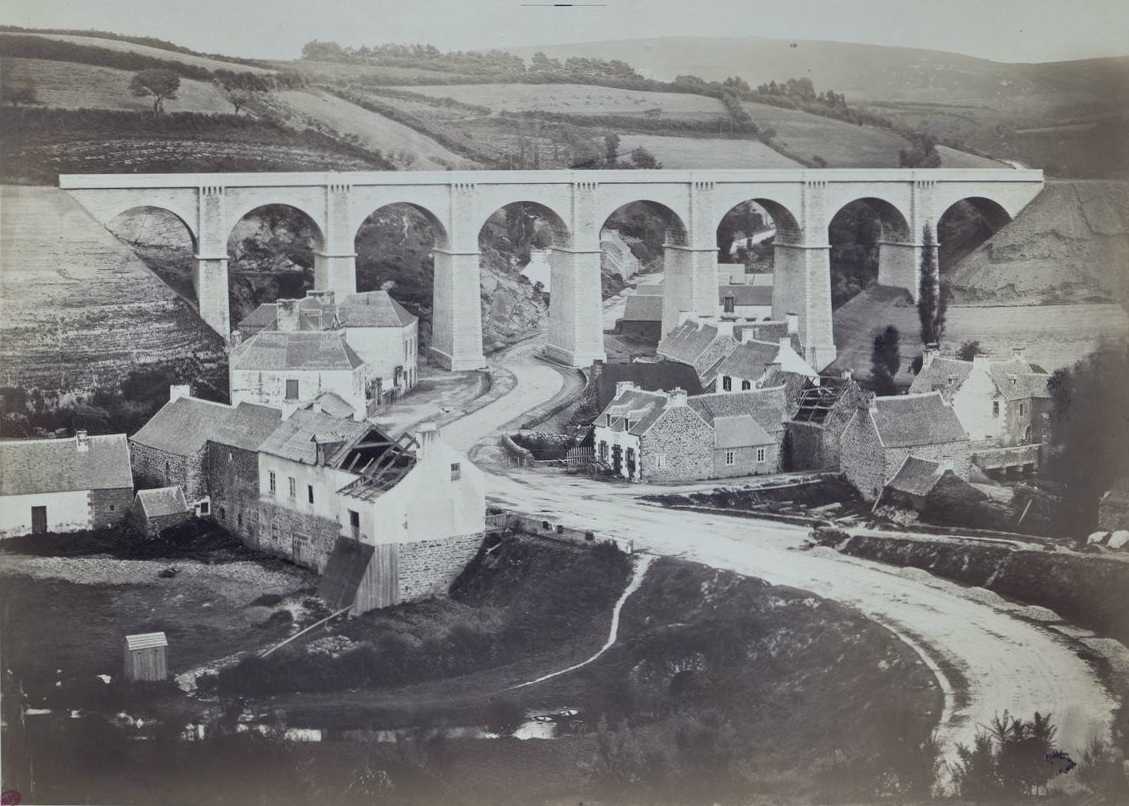
Le viaduc ferroviaire et le bourg du Ponthou en août 1863.

Le Ponthou était chef-lieu de canton de 1801 à 1829. A cette date, le canton est devenu le  Canton de Plouigneau. Une ordonnance royale en date du 29 avril 1829 transfère à Plouigneau le chef-lieu de la justice de paix du canton du Ponthou, situé jusque-là au Ponthou.
Émile Souvestre présente ainsi Le Ponthou en 1836 : « Voyez-vous au fon de cette vallée profondes ce hameau composé d'une auberge et de quelques maisons ? C'est Le Ponthou. Déjà des enfants en haillons entourent la voiture en répétant d'une voix dolente le chant national (...) et demandent quelque chose  à cause du Bon Dieu. Un aveugle, sur le bord de la route, répète d' un accent clair et élevé le gwerz récemment composé (...), vos postillons ne parlent plus que breton, et les paysans qui passent vous tirent leurs larges chapeaux en vous disant : Santé à vous ; vous voilà en pleine Armorique, dans l'antique et vénérable Bretagne ».
A. Marteville et P. Varin, continuateurs d'Ogée, décrivent ainsi Le Ponthou en 1843 : 

« Le Ponthou ; commune formée par l'ancienne paroisse de ce nom ; aujourd'hui succursale ; brigade de gendarmerie à cheval ; bureau de poste et relai [de diligence]. Le Ponthou est le premier bourg qu'on rencontre sur la route de Paris à Brest après avoir franchi la limite est du Finistère. Quoiqu'il semble situé dans un fond, il est cependant élevé de 60 mètres au-dessus du niveau de la mer, et le sommet de la rampe par laquelle on y descendest à 143 mètres 11 cm au-dessus du même niveau. Cette localité ne présente rien de remarquable. Il y a foire les premiers mardi des mois de janvier, mars, mai, juillet, septembre et novembre. Géologie : toute la commune repose sur micaschiste. On parle le breton et le français. »

L'ancienne église du prieuré, qui avait été restaurée au XVIe siècle étant en ruines, une nouvelle église paroissiale Saint-Barthélémy fut construite en 1845.
En 1848, tous les conseillers municipaux réunis au cabaret décidèrent que l'écharpe de maire devait revenir à celui qui boirait le plus. Le cidre coula à flot et le dernier qui ne s'écroula pas sous la table devint maire.

#### La deuxième moitié duXIXesiècle
En septembre 1852 deux forçats évadés du bagne de Brest furent arrêtés après des combats sanglants par des gendarmes du Ponthou.

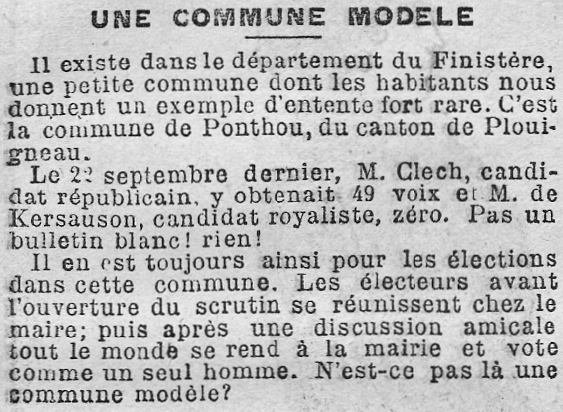
Le Ponthou, une commune modèle (article publié le 7 octobre 1889 dans le journal La Lanterne).

La seconde moitié du XIXe siècle est marquée par la construction de la ligne de chemin de fer de Paris-Montparnasse à Brest qui passe en plein bourg, et du viaduc ferroviaire ( il comprend huit arches de 2 mètres de hauteur et est long de 121 mètres) qui surplombe celui-ci. Le premier train à vapeur est passé au Ponthou le 6 avril 1865 sans s'arrêter, car à l'époque il n'y avait pas de gare au Ponthou.
Un témoignage d'une jeune ponthousienne, qui avait huit ans lorsqu'elle vit passer ce premier train, raconta jusqu'à sa mort l'événement en ces termes : « Tous les habitants s'étaient massés sur le remblai pour mieux jouir du spectacle ; lorsqu'ils ont vu se rapprocher cette énorme machine, impressionnante, bruyante et crachant le feu, terrorisés, certains ont dévalé le remblai la tête la première en s'écriant affolés, en breton : « Le diable avec ses chaînes ».
« Au temps des diligences, il y avait au Ponthou un relais de poste, au début d'une des plus rudes étapes de la route de Brest à Paris, étape qui,jusqu'au bourg de Belle-Isle-en-Terre, ne comptait pas moins de trente-deux côtes » écrit Louis Le Guennec. Ce dernier affirme aussi que la bourgade jouissant alors d'une réputation quelque peu équivoque ; on disait que lorsque la cloche de la chapelle de Luzuvily tintait sur son coteau, les gens croyaient l'entendre dire (en breton) : Ribaudes et voleurs, les gens du Ponthou.
La mise en service de la voie ferrée a provoqué le déclin du Ponthou, entraînant une baisse du trafic routier de passage. Le 22 janvier 1874 la brigade de gendarmerie à cheval du Ponthou fut transférée à Plouigneau par décision du ministre de la guerre.

### LeXXesiècle

#### La Belle Époque

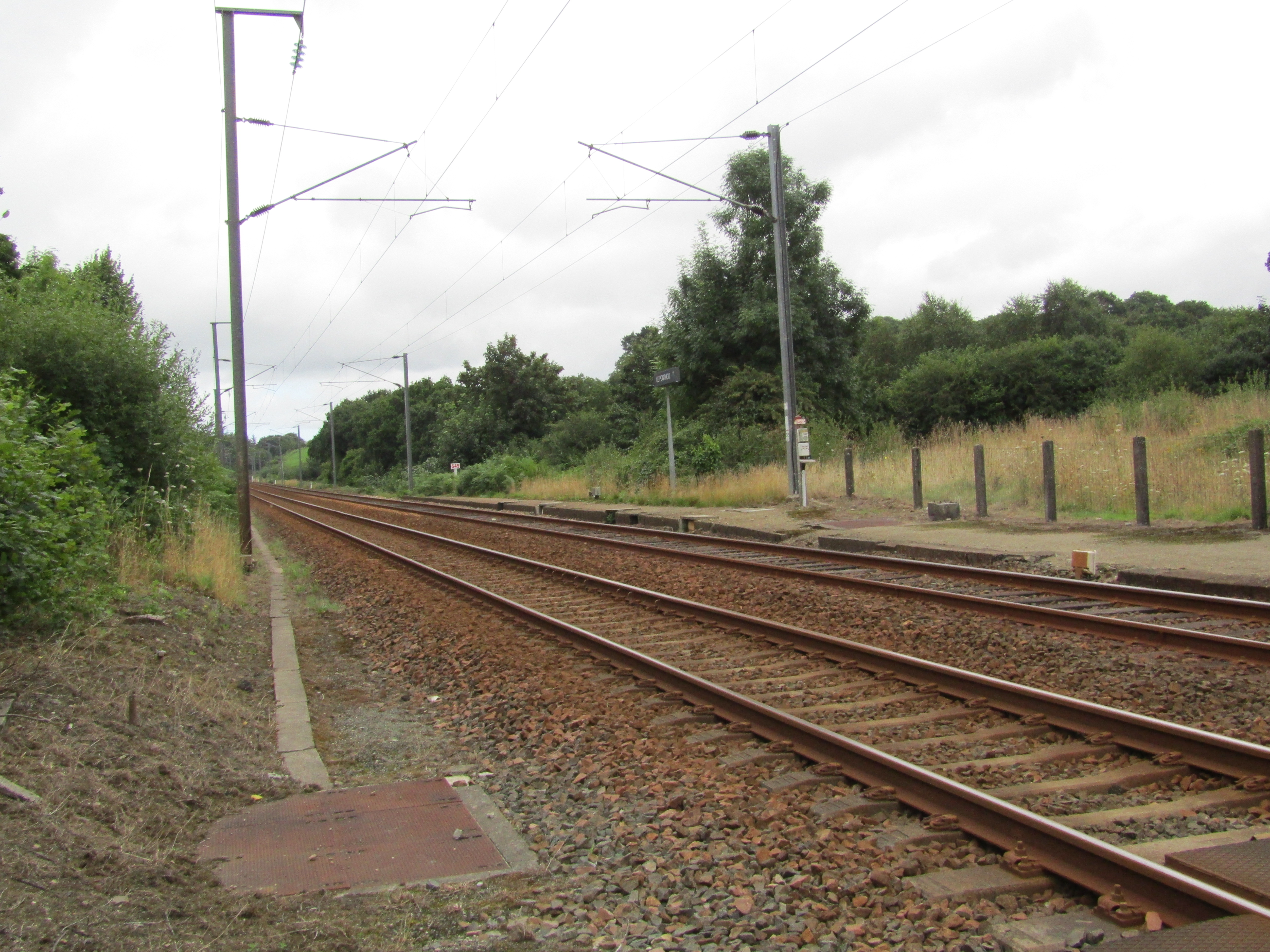
La gare du Ponthou en 2016 vue en direction de Rennes.

En réponse à une enquête épiscopale organisée en 1902 par Mgr Dubillard, évêque de Quimper et de Léon en raison de la politique alors menée par le gouvernement d'Émile Combes contre l'utilisation du breton par les membres du clergé, le recteur du Ponthou, l'abbé Larvor, a dans son catéchisme douze enfants « qui parlent tous le breton ; trois d'entre eux (ce sont les enfants de l'instituteur) comprennent plus ou moins bien le français et les autres l'ignorent complètement ».

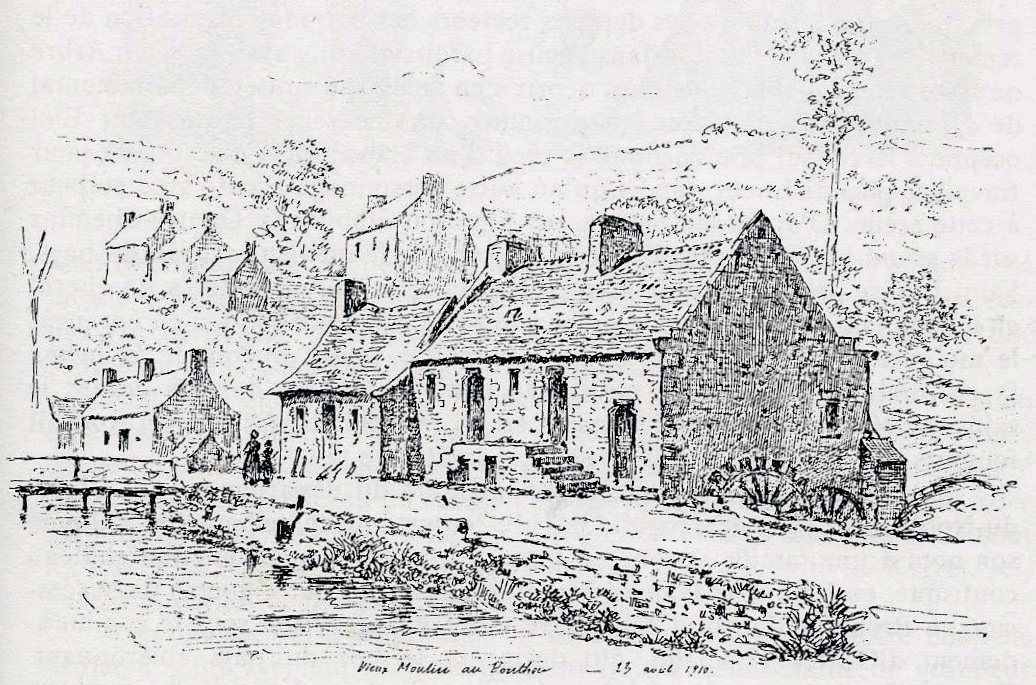
Vieux moulin au Ponthou (dessin de Louis Le Guennec, 1910.

En 1907 Jean Caustique publie dans "Bretagne joyeuse" une nouvelle, intitulée Le recteur du Ponthou, dans laquelle il décrit en termes pittoresques et sarcastiques l'accueil du "recteur neuf", c'est-à-dire d'un nouveau recteur ; il décrit aussi dans cette nouvelle le village lui-même :

« Comme à Paris, il y a de tout au Ponthou. Énumérons : 1° Un bureau de tabac (...), 2° Une épicerie fort bien montée (...), 3° Un meunier (...), 4° Deux bouchers (...), 5° Deux bouchons [cafés-restaurants], 6° (...) Un tueur de cochons, 7° Un marchand d'andouilles, de saucisses et de boudins, 8° Une marchande de chandelles de résine (...), 9° Un "sabotier en bois" et un "sabotier en cuir", 10° La direction religieuse et morale de ce petit monde est confiée à un Recteur ; l'instruction à un instituteur, (...), 11° Vingt-cinq à trente électeurs (...), 12° (...) Il y a au Ponthou une brigade de gendarmerie !Comme vous le voyez, rien ne manque dans ce pays de cocagne. Le cadre, du reste, est digne du tableau : le paysage, des habitants. Des prés, des arbres, des fleurs, des sentiers ombreux, de verdoyants jardinets. Ces jardinets montent à l'assaut du cheminde fer en remblai et restent là comme suspendus, les pieds effleurant à peine le clair ruisseau qui, ligne argentée, zigzaguant par ci, par là, raye le vallon. Les crocodiles de ce charmant ruisselet sont des truites savoureuses (...) »

Par un décret en date du 2 décembre 1909, les biens ayant appartenu à la fabrique du Ponthou et placés sous séquestre depuis la querelle des inventaires sont, à défaut de bureau de bienfaisance, attribués à la commune du Ponthou.
Une halte ferroviaire ouvrit au Ponthou en 1910.

#### La Première Guerre mondiale
Une plaque commémorative située dans l'église paroissiale Saint-Barthélémy porte les noms de 15 soldats originaires du Ponthou morts pour la France pendant la Première Guerre mondiale, ce qui représente 8,4 % de sa population totale de 1911 ; un d'entre eux (Charles Lemée), est mort en Belgique, les autres sur le sol français.

#### L'Entre-deux-guerres
En 1930 on recensait une cinquantaine d'activités professionnelles au Ponthou, dont 9 bars, deux restaurants (dont un  « routier »), deux pompes à essence, deux repasseuse de coiffes, etc... Cette forte densité d'activités commerciales et artisanales s'expliquait par le fort trafic de la Route nationale 12 qui traversait alors le bourg.

#### La Seconde Guerre mondiale
Entre le 4 et le 9 août 1944 un groupe de 12 parachutistes de la France libre, commandés par le sous-lieutenant Paul Quélen (ils avaient sauté du côté de Saint-Jean-du-Doigt), et aidés par des résistants trégorrois, participèrent à des embuscades visant à contrôler le viaduc ferroviaire du Ponthou. En collaboration avec l'armée américaine ils capturèrent la garnison allemande de Carantec le 9 août 1944.

#### L'après Seconde Guerre mondiale
Dans la décennie 1980, Plouigneau céda au Ponthou le quartier du Bourg Neuf.

### LeXXIesiècle
En 2001, une seule entreprise subsistait au Ponthou : la SARL « Minec-Viandes ».
La commune fusionne, à la demande du Ponthou (le conseil municipal du Ponthou vota la fusion à l'unanimité), le 1er janvier 2019 avec Plouigneau pour former une commune nouvelle.
« C’est une manière de mieux exister avec une commune plus importante dans une communauté agrandie. Avec un souci de mutualisation des services indispensables au développement et à l’épanouissement des habitants » a déclaré Pierre-Yves Minec, maire du Ponthou.
Un référendum organisé localement donna 72,45 % des voix pour la fusion (la participation au vote étant de 29 % du corps électoral).

## Population et société

### Démographie

#### Évolution démographique
| 1793 | 1800 | 1806 | 1821 | 1831 | 1836 | 1841 | 1846 | 1851 |
| ---- | ---- | ---- | ---- | ---- | ---- | ---- | ---- | ---- |
| 312  | 212  | 359  | 402  | 409  | 424  | 401  | 418  | 387  |

| 1856 | 1861 | 1866 | 1872 | 1876 | 1881 | 1886 | 1891 | 1896 |
| ---- | ---- | ---- | ---- | ---- | ---- | ---- | ---- | ---- |
| 355  | 362  | 352  | 284  | 263  | 240  | 206  | 195  | 208  |

| 1901 | 1906 | 1911 | 1921 | 1926 | 1931 | 1936 | 1946 | 1954 |
| ---- | ---- | ---- | ---- | ---- | ---- | ---- | ---- | ---- |
| 178  | 180  | 185  | 176  | 165  | 158  | 175  | 174  | 137  |

| 1962 | 1968 | 1975 | 1982 | 1990 | 1999 | 2005 | 2006 | 2010 |
| ---- | ---- | ---- | ---- | ---- | ---- | ---- | ---- | ---- |
| 147  | 127  | 108  | 118  | 127  | 114  | 160  | 164  | 164  |

| 2015 | 2016 | - | - | - | - | - | - | - |
| ---- | ---- | - | - | - | - | - | - | - |
| 173  | 175  | - | - | - | - | - | - | - |

#### Évolution du rang démographique
| selon la population municipale des années : | 1968 | 1975 | 1982 | 1990 | 1999 | 2006 | 2009 | 2013 |
| Rang de la commune dans le département      | 285  | 281  | 282  | 281  | 283  | 281  | 281  | 280  |
| Nombre de communes du département           | 286  | 283  | 283  | 283  | 283  | 283  | 283  | 283  |

## Politique et administration

### Liste des maires
| Période                                  | Période | Identité                         | Étiquette | Qualité                                              |
| ---------------------------------------- | ------- | -------------------------------- | --------- | ---------------------------------------------------- |
| Les données manquantes sont à compléter. |         |                                  |           |                                                      |
| 1792                                     | 1804    | Olivier Guillou                  |           | Membre du directoire du district de Morlaix.         |
| 1809                                     |         | Philippe Ansquer                 |           | Aubergiste et meunier.                               |
| 1815                                     |         | Julien Lochet                    |           | Maître de poste.                                     |
| 1815                                     |         | Ange de Guernissac               |           |                                                      |
| 1820                                     | 1829    | Jean Huon                        |           | Revendeur de fil.                                    |
| 1832                                     | 1836    | Furic                            |           |                                                      |
| 1844                                     | 1848    | Fouliard                         |           |                                                      |
| 1850                                     | 1851    | Germain de Locquet Chateaudassy. |           | Propriétaire.                                        |
| 1853                                     | 1862    | Fouliard                         |           |                                                      |
| 1863                                     | 1869    | Jaouen                           |           |                                                      |
| 1870                                     | 1874    | Hippolyte Le Dantec              |           | Commerçant.                                          |
| 1874                                     | 1876    | Guillaume Le Bastard             |           | Aubergiste.                                          |
| 1876                                     | 1891    | Hippolyte Le Dantec              |           | Déjà maire du Ponthou entre 1870 et 1874.            |
| 1891                                     | 1891    | Guillaume Thomas                 |           | Boucher.                                             |
| 1892                                     | 1896    | Pierre Lemeillat                 |           | Boucher.                                             |
| 1896                                     | 1900    | Jean Thomas                      |           | Boucher. Fils de Guillaume Thomas, maire en 1891.    |
| 1900                                     | 1908    | Louis Bourhis                    |           | Cultivateur.                                         |
| 1908                                     | 1929    | Pierre Bourhis                   |           | Cultivateur. Fils de Louis Bourhis, maire précédent. |
| 1929                                     | 1931    | François Le Bras                 |           |                                                      |
| 1931                                     | 1944    | Théophile Le Guézec              |           |                                                      |
| 1944                                     | 1944    | François-Marie Guyomarch         |           | Cultivateur. Mort pour la France.                    |
| 1944                                     | 1963    | Roger Minec                      | SFIO      | Boucher.                                             |
| 1963                                     | 1965    | Cozian                           |           |                                                      |
| 1965                                     | 1983    | René Géry                        | PSU       |                                                      |
| 1983                                     | 2014    | Jean-Paul Minec                  | UMP       | Commerçant                                           |
| 2014                                     | 2018    | Pierre-Yves Minec                |           | Boucher                                              |

### Liste des maires délégués (depuis la fusion avec Plouigneau)
- Thierry Huon (depuis 2019)[32].

### Jumelages
Le Ponthou n'a pas de ville jumelée.

## Cultes
L'ancienne église paroissiale Saint-Barthélémy du Ponthou affecté au culte catholique en 1905. On n'y célèbre plus que le pardon annuel au mois de juillet. Par décision de l'évêque du diocèse de Quimper et Léon, elle est attribuée en partage à l'Église syriaque orthodoxe d'Antioche qui y célèbre régulièrement la Divine Liturgie.

## Monuments
- Église paroissiale Saint-Barthélémy[33]. Reconstruite en 1845, elle est en forme de croix latine et de style néo-classique[34].
- Viaduc ferroviaire de la ligne de Paris-Montparnasse à Brest.
- Kiosque central.

La commune ne compte aucun monument historique protégé.

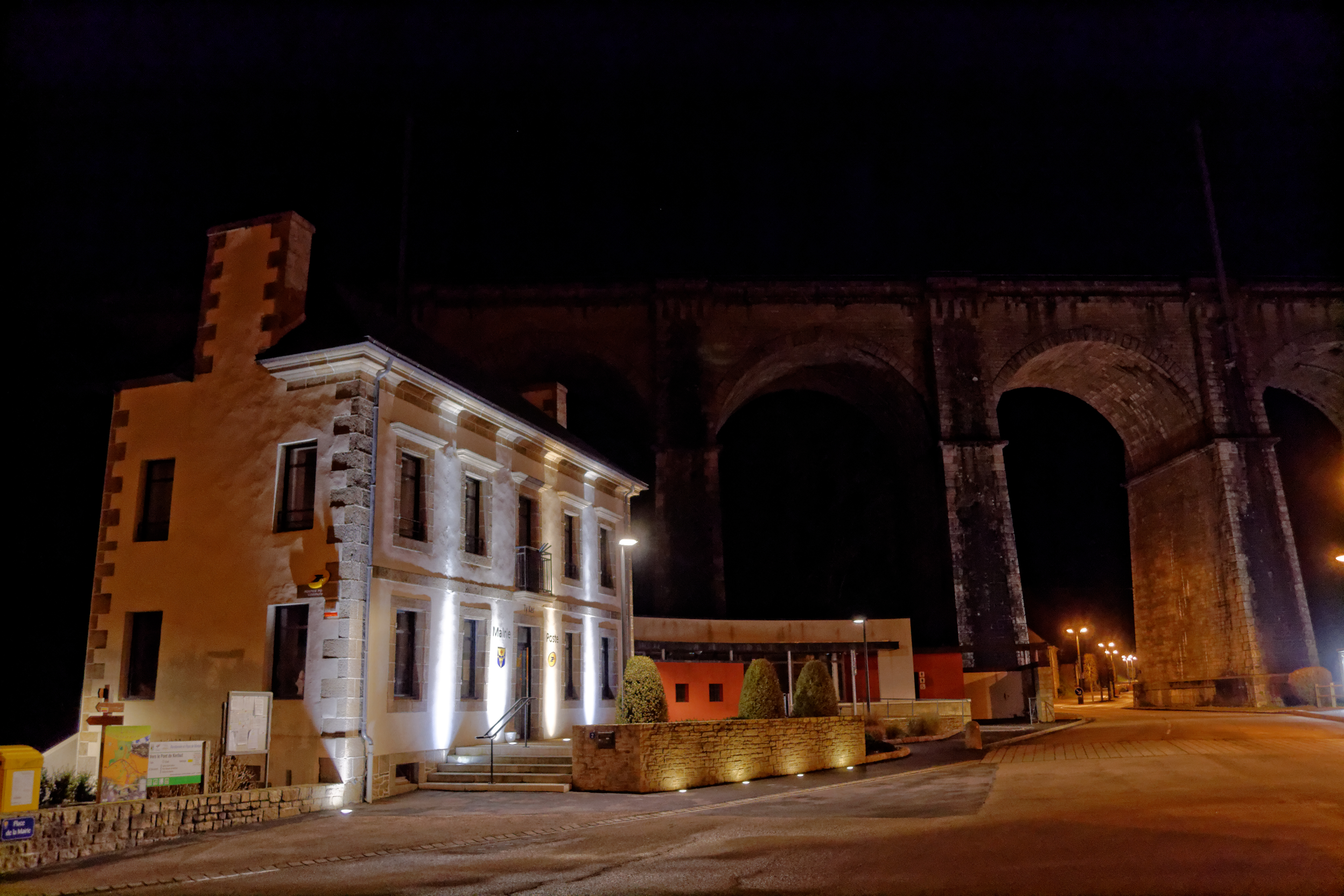
La mairie et le viaduc ferroviaire.
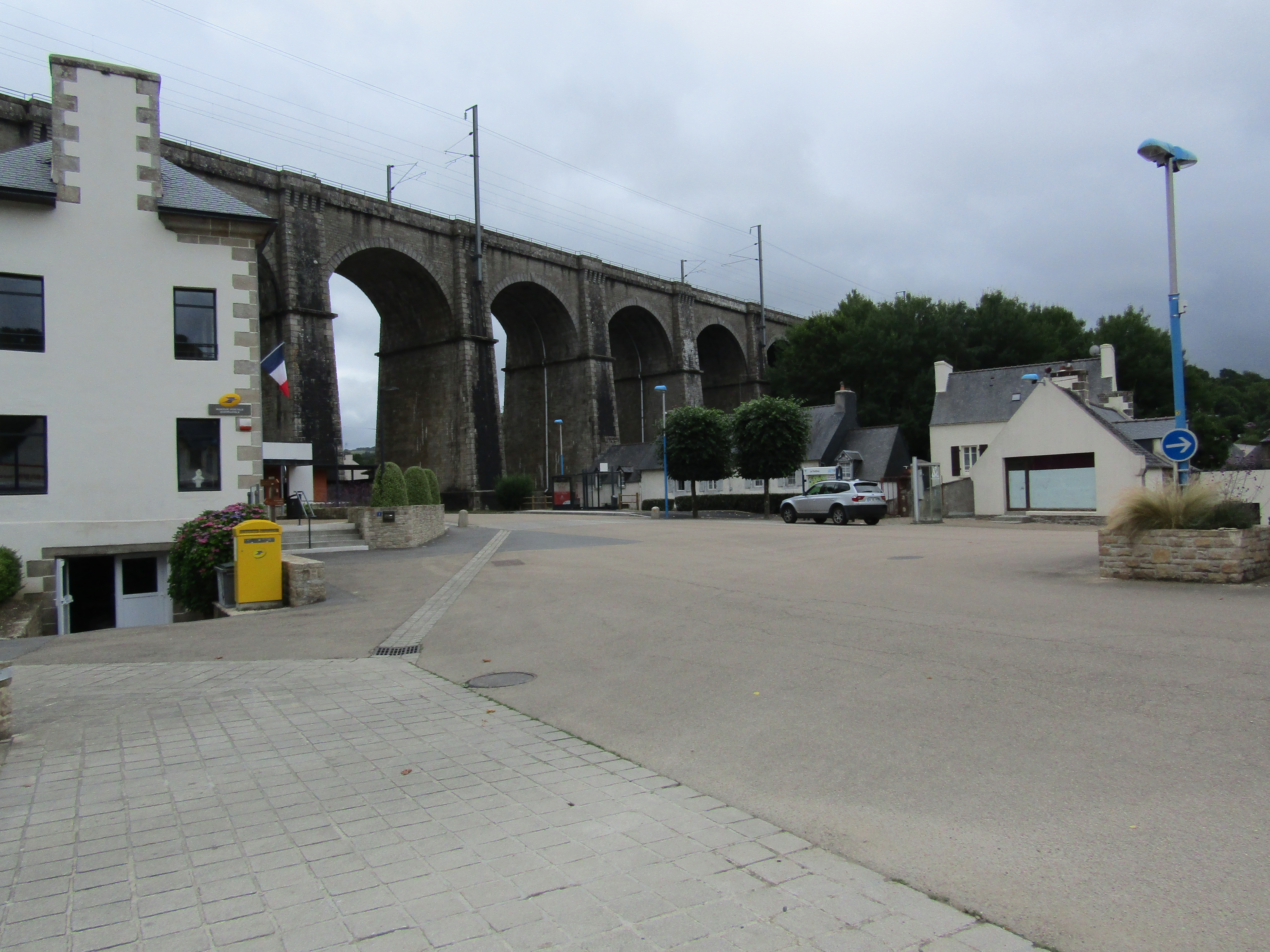
Le viaduc ferroviaire.
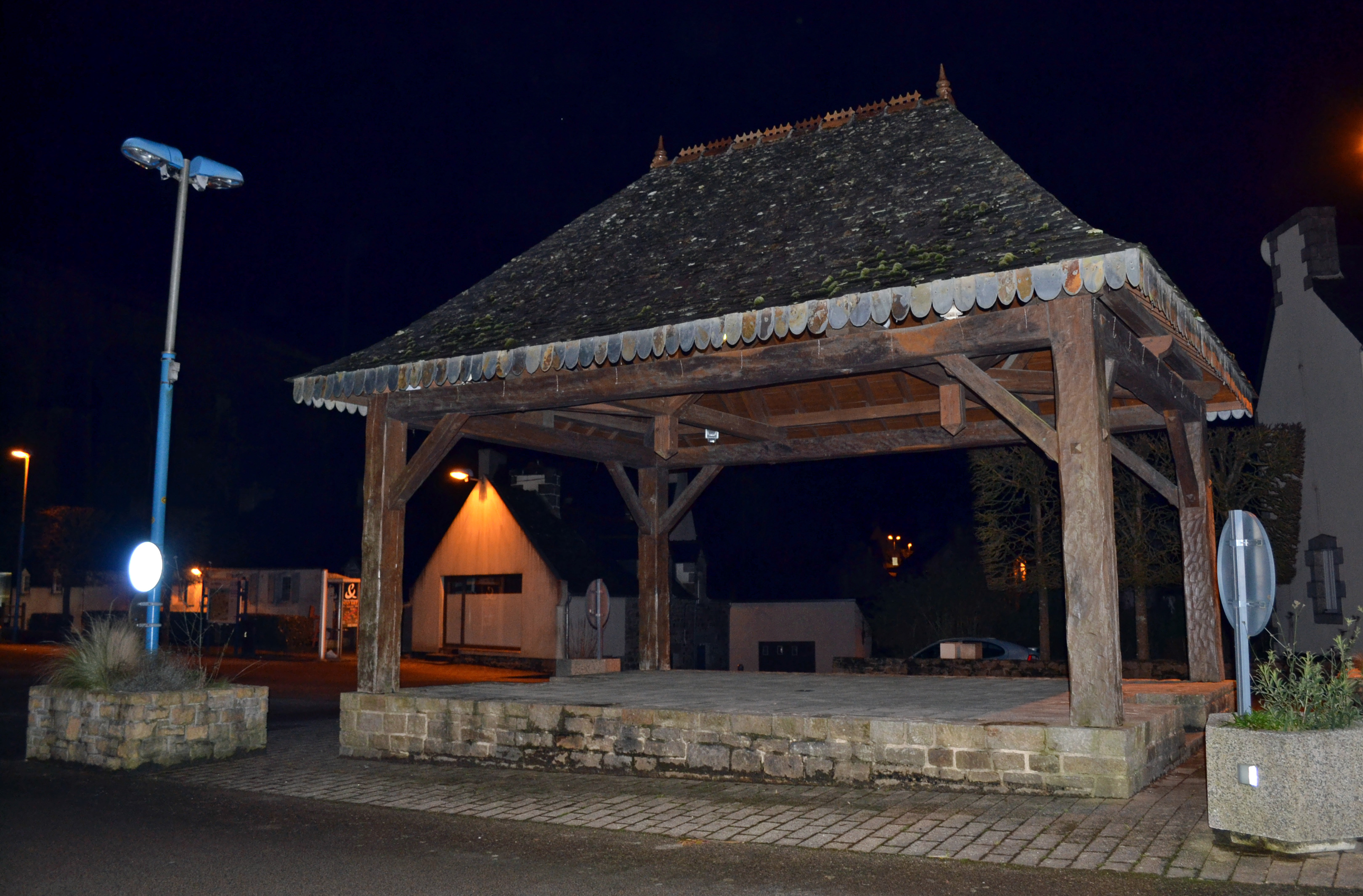
Le kiosque au centre du bourg.

## Littérature
- Émile Souvestre : L'Auberge blanche (conte, 1890)[35].

## Légende
- La légende de saint Barthélemy du Ponthou (Saint Barthélemy, qui s'ennuyait au Paradis, vint visiter Le Ponthou ; accueilli par un paysan qui lui aurait fait boire trop de cidre, il aurait ôté sa peau et, devenu un écorché hideux, aurait épouvanté bêtes et gens, ce qui l'aurait obligé de dormir dans un bosquet personne ne voulant plus le recevoir)[36]. On dit qu'une statue le représentant dévêtu de sa peau se trouvait dans l'ancienne église du Ponthou[14].